# Salcedo (Itália)
Salcedo é uma comuna italiana da região do Vêneto, província de Vicenza, com cerca de 1 024 habitantes. Estende-se por uma área de 6 km², tendo uma densidade populacional de 171 hab/km². Faz fronteira com Fara Vicentino, Lugo di Vicenza, Lusiana, Marostica, Molvena.

## Demografia
| Variação demográfica do município entre 1861 e 2011 |
|                                                     |
| Fonte: Istituto Nazionale di Statistica (ISTAT)     |